# Ющенко Катерина Логвинівна
Катери́на Ло́гвинівна Ю́щенко (до шлюбу Рвачо́ва, 8 грудня 1919, Чигирин — 15 серпня 2001) — українська науковиця в галузі кібернетики, програмістка, винахідниця. Доктор фізико-математичних наук, член-кореспондент АН УРСР (1976), заслужена діячка науки, лауреат премії Ради Міністрів СРСР та двічі — Державної премії України, премії НАН України імені Глушкова, дійсний член Міжнародної академії комп'ютерних наук. Нагороджена орденом княгині Ольги.
Катерина Ющенко розробила концепцію формальної мови Адресного програмування (1954 р.), де у вигляді математичного формалізму вводилися операції з адресами комп'ютера (як от взяття значення за адресою: «штрих-операція»).
Розіменування вказівника є частковим випадком опосередкованої (непрямої) адресації вищих рангів (n-кратне застосування «штрих-операції») Адресного програмування, яка була вперше реалізована в 1955 р. у якості спеціальної операції процесора ЕОМ «Київ». Оскільки «штрих-операція» була не лише винайдена Катериною Ющенко у 1955 р., а й реалізована, то думка, що винахідником вказівників був Гарольд Лоусон у 1964 р., а не саме Катерина Ющенко, є помилковою.

## Життєпис
Катерина Рвачова народилася 8 грудня 1919 року в Чигирині в учительській родині, в колишній. Брат Володимир — український радянський математик і механік.
Батько, вчитель історії та географії Логвин Федорович Рвачов, мав необережність провести дітям екскурсію місцями козацької бойової слави. За цю екскурсію у 1937 році його визнали українським націоналістом і заарештували. У цей час Катерина вчилася на першому курсі фізико-математичного факультету Київського університету. Як дочку «ворога народу» її 17-річною виключили з університету. Мати намагалася довести невинність батька і принесла чекістам документи про його участь у революційному русі. Додому вона не повернулася: її разом із чоловіком засудили до 10 років тюремного ув'язнення. Принесені документи спалили на її очах. Тільки в 1954 році після смерті Сталіна батьки Катерини Ющенко були реабілітовані посмертно за відсутністю складу злочину.
Після виключення з Київського університету Катерина Рвачова подала документи до Московського університету та була прийнята, але не могла розпочати там навчання, оскільки там не забезпечували житло. Влітку 1937 року вирішила вступити до Узбецького державного університету в Самарканді. Коли під час війни Узбецький університет об'єднали зі Середньоазійським державним університетом в Ташкенті, молода студентка була перенаправлена туди. Одночасно влаштувалася на роботу на військовому підприємстві, яке випускало приціли для танкових гармат.
У 1944 році, після звільнення від німців Житомирщини, Рвачова повернулася в Україну та викладала математику у школі в Овруцькому районі Житомирській області. У 1945/46 начальному році вчителювала у містечку Стрий та, окрім математики викладала історію, українську мову та літературу. У 1946р. час у Львові відкрилась філія теорії імовірностей Інституту математики АН УРСР. Майбутній академік АН України Борис Гнєденко, побачивши червоний диплом Середньоазійського університету, запропонував Рвачовій роботу в його Львівському відділі теорії ймовірностей, де вона почала свій науковий шлях, пропрацювавши з 1946 по 1950 роки.
В 1950 році прийняла пропозицію Гнєденка перевестись до Київського інституту математики АН України та переїхати в Київ, у тому ж році здобула ступінь кандидата фізико-математичних наук. Почала працювати старшим науковим співробітником Інституту математики АН УРСР (1950—1957), завідувала лабораторією «Методи обчислень та розрахунків» (1950—1952), згодом перейменовану на «Методів обчислень та програмування» (1952—1954); начальником відділу методів обчислень та програмування лабораторії обчислювальної техніки Інституту математики АН УРСР (1954—1957); завідувачем відділу автоматизації програмування обчислювального центру при АН УРСР (1957—1962); завідувачем відділом теорії програмування Інституту кібернетики АН УРСР (з 1962).
Написала перші програми для першої ЕОМ, створеної у НАН України під керівництвом Сергія Олексійовича Лебедєва. За сорок років роботи в Інституті кібернетики ім. В. М. Глушкова НАН України нею створена широковідома в Україні і за кордоном[джерело?] наукова школа теоретичного програмування.
Протягом семи років Катерина Рвачова-Ющенко обіймала посаду старшого наукового співробітника Київського інституту математики АН УРСР (1950—1957). Була членом спільної групи науковців, що оперували МЕОМ. У 1957 році стала директором Інституту обчислювальної техніки АН УРСР. Протягом свого сорокарічного служіння в Інституті Ющенко створила міжнародну визначну наукову школу теоретичного програмування.

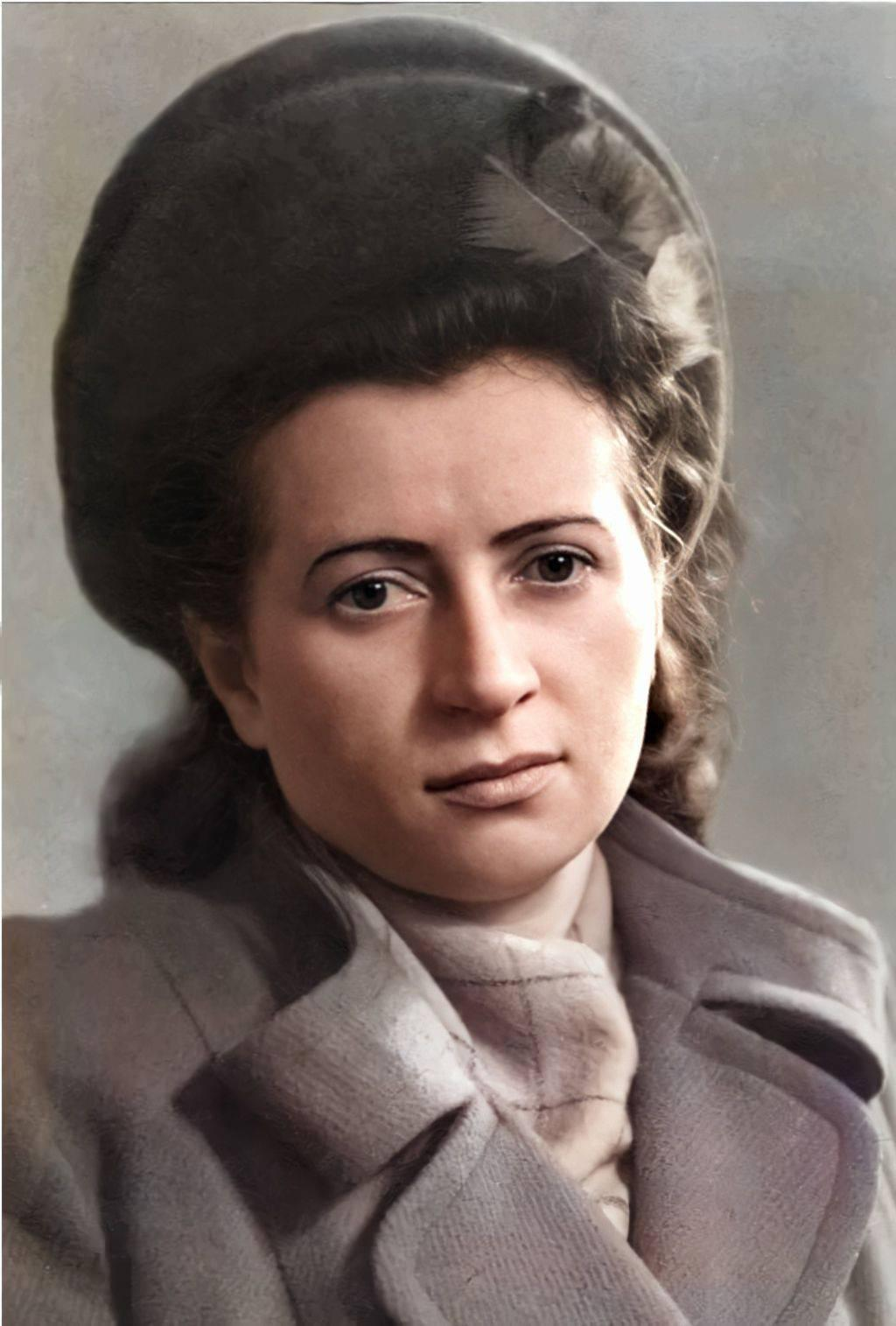
Катерина Ющенко у молодості (1950 рік)

Разом зі своїми чоловіком Олексієм Андрійовичем Ющенком Катерина Логвинівна виховала трьох дітей, мала дев'ять онуків. Померла Катерина Ющенко 15 серпня 2001 року і похована в Києві.

## Внесок у науку
Свій науковий шлях К. Л. Рвачева почала у 1946 у Львівській філії київського Інституту математики АН УРСР, де під керівництвом Гнєденка Б. В. отримала важливі результати в галузі теорії імовірності: довела теорему щодо законів багатовимірних стійких динамічних розподілів. Ці результати кандидатської дисертації були застосовані та стали класичними в квантовій механіці.
Інститут математики був в ці роки у розквіті. Його директор — академік О. Ю. Ішлінський — займався теорією гіроскопічних систем — дуже актуальною проблемою в часи, коли будівництво супутників перебувало на початковій стадії. Для розв'язку практичних задач навігації О. Ю. Ішлінському потрібно було робити складні трудомісткі розрахунки. Для цього було створено обчислювальну лабораторію (лабораторію методів обчислень та розрахунків) закуплено комплект лічильно-аналітичних машин (електронних арифмометрів), які встановили в підвалі будівлі президії АН України. Катерину Логвинівну призначили керівником цієї обчислювальної лабораторії в 1957 році. Окрім лічильно-аналітичних машин (арифмометрів) співробітники використовували рахівниці та логарифмічні лінійки.
Тим часом у Феофанії, у приміщенні старого монастиря десяток науковців протягом 1948—1950 років розробляли перший у континентальній Європі комп'ютер — МЕОМ — малу електронну обчислювальну машину. Попри назву «мала» цей комп'ютер займав 60 м2. Уздовж стін простягались фанерні макети, в які вмонтували 6000 радіоламп, конденсатори та резистори. Машина надійніше працювала вночі та використовувалась цілодобово. Найменший стрибок напруги переривав довгі обрахунки, а їй було потрібно стільки електроенергії, що ці стрибки були неминучі. Оперативна пам'ять машини мала 200 комірок для збереження даних та команд.
Подібний комп'ютер, який зберігав програми в своїй оперативній пам'яті, на той час був тільки у Великій Британії: EDSAC (1949 рік).
Постійна експлуатація МЕОМ розпочалася 25 грудня 1951 року.
Для проведення розрахунків задач зовнішньої балістики та для розрахунків траєкторій балістичних та космічних ракет, якими разом з московськими математиками займався Мітрополський Ю. О., до лабораторії були переведені співробітники, серед яких був Олексій Андронович Ющенко, з яким Катерина Рвачова згодом одружилася. Наприкінці 1951 року математикам лабораторії, які мали допуск до державної таємниці, було надано документацію по системі команд МЕОМ, а з самого початку 1952 року математики лабораторії розпочали писати програми на МEOМ. До перших розрахунків на МEOМ відносяться розрахунки траєкторій польотів балістичних та космічних ракет, розрахунки стійкості турбін Куйбишевської ГЕС та розв'язок задачі оптимізації прокладки дальніх ліній електропередач: Куйбишевська ГЕС — Москва.
Архітектура МEOМ мала три унікальні особливості, яких не було у інших комп'ютерів тих часів:
- арифметичній пристрій паралельної дії для прискорення виконання арифметичних дій;
- центральне та локальне керування виконанням програм;
- можливість динамічної модернізації програми.

Обмеженість внутрішньої пам'яті «МEOМ» змушували математиків використовувати вишукані та витончені прийоми програмування. Розрахунок однієї задачі виконувався поетапно. Деякі етапи розрахунків виконувались математиками традиційними засобами без використання МEOМ. Програмувались розрахунки етапів, які мали найбільшу трудомісткість, та тих, що мали проводитись багаторазово для різних вхідних даних.
Була розроблена бібліотека підпрограм підрахунку значень показникових, логарифмічних, тригонометричних та інших елементарних функцій. Бібліотеки підпрограм поповнювались підпрограмами розв'язку задач обчислювальної математики — галузі математики, яка зародилася з появою комп'ютерів. Центральне та місцеве керування виконанням програм спрощувало використання бібліотек підпрограм та дозволяло віртуально збільшувати ресурси пам'яті МEOМ.
Можливість динамічної модернізації програми, яку забезпечувала так звана «команда складання команд», підказала програмістам:
- ввести поняття масивів (введено 1952 року Ляпуновим О. А. в операторному методі програмування);
- можливість створювати програмуючі програми, які за математичними вказівками здатні складати (програмувати) програму у машинних двійкових кодах;
- модулювати адресацію 2-ого рангу (вказівники) для посилань на дані та на підпрограми (К. Л. Ющенко у 1952 році)[5].

У 1954 році К. Л. Ющенко за власною ініціативою розроблює дослідницьку програмуючу програму (транслятор), яка за формулою генерує програму (у двійковому коді) розрахунку значення формули.
У 1954 році комп'ютерного первістка разом з лабораторією обчислювальної техніки Інституту електродинаміки (раніше електротехніки) АН УРСР об'єднують з обчислювальною лабораторією Інституту математики АН УРСР. Очолювати новостворену лабораторію обчислювальної техніки та програмування доручають Гнєденко Б. В.
У процесі роботи з МЕОМ стало зрозуміло, що складніші завдання важко вирішити, написавши прості машинні програми. Виникла потреба розробити мову програмування високого рівня, але виникла проблема: відсутність відповідного перекладача для кращого спілкування людини та комп'ютера. Л. І. Калужнін, професор Київського університету, який викладав курс математичної логіки в 1950–1970-х рр., зробив значний прогрес у розумінні цієї проблеми та формалізував схему взаємодії з програмою. Слідом за цим розвитком у 1955 році Ющенко, спільно з математиком Володимиром Королюком, розробили адресну Адресну мову програмування — засновану на двох загальних принципах роботи на комп'ютері: адресація та управління програмним забезпеченням.
Винахід Ющенко допоміг писати програми, що не залежали від місця в пам'яті комп'ютера і розташування масивів даних.
Створюючи зручну систему концепцій для опису архітектури комп'ютера та її системних інструкцій, мова, таким чином, стала засобом маніпулювання адресами другого рангу. Внесок Катерини Ющенко став першим фундаментальним досягненням радянської школи теоретичного програмування. Ця мова забезпечувала вільне розташування програми в пам'яті комп'ютера.
Саме створення «Адресної мови» стало першим фундаментальним досягненням наукової школи теоретичного програмування. Випередивши створення перших мов програмування Фортран (1958), Кобол (1959) і Алгол (1960), адресна мова програмування підготувала появу не тільки мов програмування з апаратом непрямої адресації, але й асемблерів, а її конструкції увійшли до складу сучасних мов.
В Адресній мові програмування введено опосередковану адресацію та адресацію вищих рангів (аналог вказівників), на основі деревоподібних форматів даних (абстрактні типи даних являють собою аналог).
Адресна мова програмування містить в собі вичерпні декларативні засоби програмування, які покривають можливості SQL.
Адресна мова програмування була реалізована на ЕОМ «Київ», «Дніпро», на комп'ютерах Лебедєва С. О. — М-20, (ВЕОМ-3, ВЕОМ-3М, ВЕОМ-4), на комп'ютерах сімейства «Урал» та сімейства «Мінськ». Ці комп'ютери серійно виробляли в Радянському Союзі та постачали разом з Адресною мовою програмування в усі соціалістичні країни.
На Адресній мові з використанням її декларативних засобів вперше в світі була створена таблична база даних реляційного типу— Автодиректор (кінець 50-х років), яка послугувала основою при створенні відомої в радянському союзі автоматизованої системи «Львів» для концерну «Електрон».
Комуністичні керівники науки прийняли рішення припинити майже закінчену реалізацію транслятора Адресної мови на БЕСМ-6. С. О. Лебедєв наполягав на завершені розробки транслятора, але йому це не вдалось. З 1965 р. було припинено розробку трансляторів Адресної мови програмування у зв'язку із забороною публікувати наукові роботи по цій мові.
Попри це Адресну мову програмування використовували у постсоціалістичному просторі ще понад 10 років.
Книги по Адресному програмуванню перекладено та видано у Польщі, Болгарії, Східній Німеччині, Угорщині, Румунії, Югославії, Данії та Франції.
Ющенко була засновницею першої радянської школи теоретичного програмування. Протягом 1970–80-х теоретичне програмування стало предметом власних досліджень. Одним із головних досягнень школи на той час було створення алгебраїчних методів граматики для синтезу програмного забезпечення.
Ющенко спільно з В. С. Королюком у 1957 написала перший в СРСР підручник з програмування «Елементи програмування» («Элементы программирования» російською). Книга була видана обмеженою кількістю примірників у 1957 р. в КДУ, та перевидана у 1961 та 1963 роках. Побачили світ і її переклади: в 1964 та 1965 роках в НДР, Румунії, Польщі, Чехословаччині, Угорщині, Югославії та Данії, а в 1969 році — у Франції.
Перші в світі програми обробки зображень — теж були написані київськими програмістами на Адресній мові програмування (кінець 50-років). Представлялися зображення точками (растрова графіка) та аналітичними формулами (векторна графіка). На Адресній мові програмування були створені перші в світі програми розпізнавання образів: розпізнавання простих геометричних фігур, друкованих та рукописних літер і цифр. При цьому були застосовані методи навчання, які наразі називають «машинне навчання».
У 1970—1980-ті роки остаточно склався предмет дослідження теоретичного програмування. Основним досягненням школи у цей час стало створення алгебро-граматичного (АГ) апарату синтезу програмного продукту.
У 1990-ті роки школа теоретичного програмування сконцентрувала зусилля на дослідженні АГ-методів представлення знань про моделі організації обчислень і дружнього інтерфейсу користувача при проєктуванні і розробці баз даних і знань для систем прийняття рішень, експертних систем і методів одержання знань для них, навчаючих систем різної орієнтації.
Пройшовши сорокарічний шлях досліджень, теоретичне програмування збагатилося власним розвинутим формально-алгоритмічним апаратом, а предмет досліджень істотно розширився від процедурних мов до методів подання знань, що складають штучний інтелект інструментарію розробників прикладних систем. Як спосіб спілкування з комп'ютером і засіб розробки програм, мови трансформувалися у алгоритмічні системи зі збалансованими наборами конструктивів.

## Праці[14]

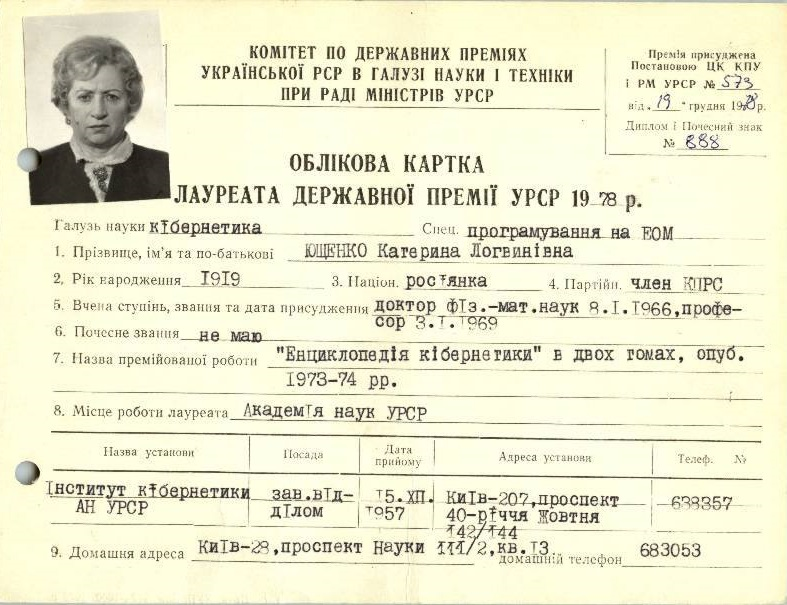
Облікова картка лауреата Державної премії УРСР Ющенко К. Л.

Праці з теорії імовірностей, алгоритмічних мов і мов програмування, методів побудови автоматизованих систем обробки даних.
Ющенко працювала над теорією ймовірностей, алгоритмічними мовами та мовами програмування та розробкою методів автоматизованих систем обробки даних.
Щоб підготувати програмістів, Ющенко написала навчальну серію підручників у 1970-х. Катерина Ющенко мала п'ять свідоцтв про авторські права, які розробили вісім Державних стандартів України. Вона є авторкою понад 400 наукових публікацій, включаючи 24 монографії та навчальні посібники. Частина цих творів має від двох до трьох видань та перекладена більш ніж на багато мов, включаючи німецьку, чеську, угорську, румунську, французьку, данську тощо.
У наступні роки вона підготувала 47 кандидатів і 11 докторів наук. Київська школа теоретичного програмування стала відомою далеко за межами Радянського Союзу. К. Л. Ющенко були присуджені дві Державні премії України (Державні премії УРСР) і премія Ради Міністрів СРСР, а за теоретичні розробки в області комп'ютерної алгебри — академічна премія імені Глушкова.
Талановита програмістка, Катерина Логвинівна отримала 5 авторських свідоцтв.

### Книги
- Ющенко Е. Л. Программирующая программа с входным адресным языком для машины Урал−1 / Е. Л. Ющенко, Т. А. Гринченко. — К.: Наукова думка, 1964. — 107 с. (рос.)
- Управляющая машина широкого назначения «Дніпро» и программирующая программа в ней / Е. Л. Ющенко, Б. Н. Малиновский, Г. А. Полищук, Э. К. Ядренко, А. И. Никитин. — К.: Наукова думка, 1964. — 280 с. (рос.)
- Viktor Mikhaĭlovich Glushkov, Ekaterina Logvinovna IUshchenko The Kiev Computer; a Mathematical Description[10]

## Вшанування пам'яті
У Кременчуці Полтавської області 12 серпня 2022 року вулицю Генерала Ірнєєва перейменували на вулицю Винахідниці Ющенко.
29 вересня 2022 року вулицю Софії Ковалевської у Львові перейменували на вулицю Академіка Катерини Ющенко.